# Orquesta Filarmónica de Montevideo
La Orquesta Filarmónica de Montevideo es la orquesta oficial de la ciudad de Montevideo, Uruguay. Es considerada una de las orquestas más prestigiosas de su país y de Latinoamérica, y ha recibido en años de historia numerosas distinciones.

## Historia

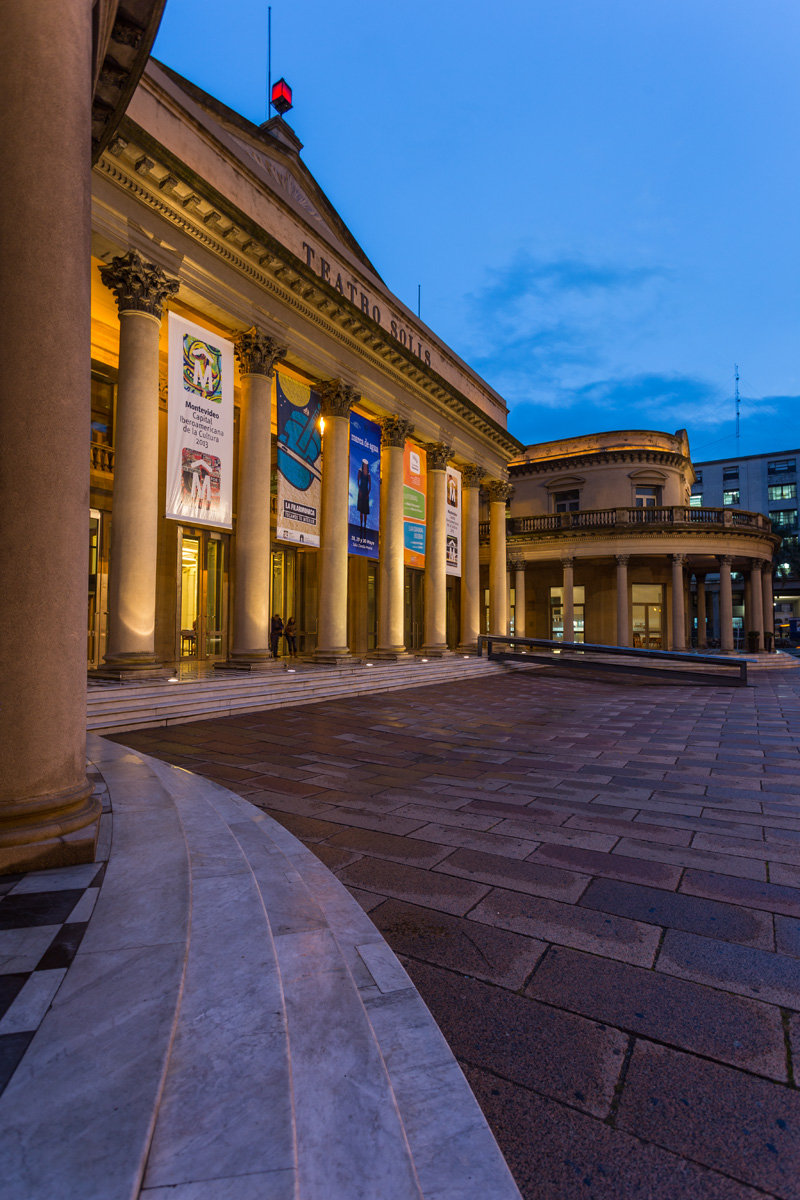
Teatro Solís de Montevideo, sede de la Orquesta Filarmónica.

La Orquesta Municipal de Montevideo fue creada mediante la Resolución Municipal Nº43 664, el 8 de abril de 1958 por iniciativa de Carlos Estrada quien fuese también su primer director hasta su fallecimiento en 1971. Desde su creación, es elenco residente del Teatro Solís.
El 17 de julio de 1959, la entonces Orquesta Municipal realiza en el Teatro Solís su primer concierto, dirigido por el Maestro Carlos Estrada. Debido al fallecimiento de Carlos Estrada, Mario Belardi asume mediante concurso la dirección de la orquesta, hasta 1971, año en que asume como director el Maestro Hugo López, entonces director del Coro Municipal de Montevideo, que se mantuvo al frente de la orquesta hasta 1975. Durante el período dictatorial no hubo un director estable y ocuparon ese rol varios maestros uruguayos y extranjeros.

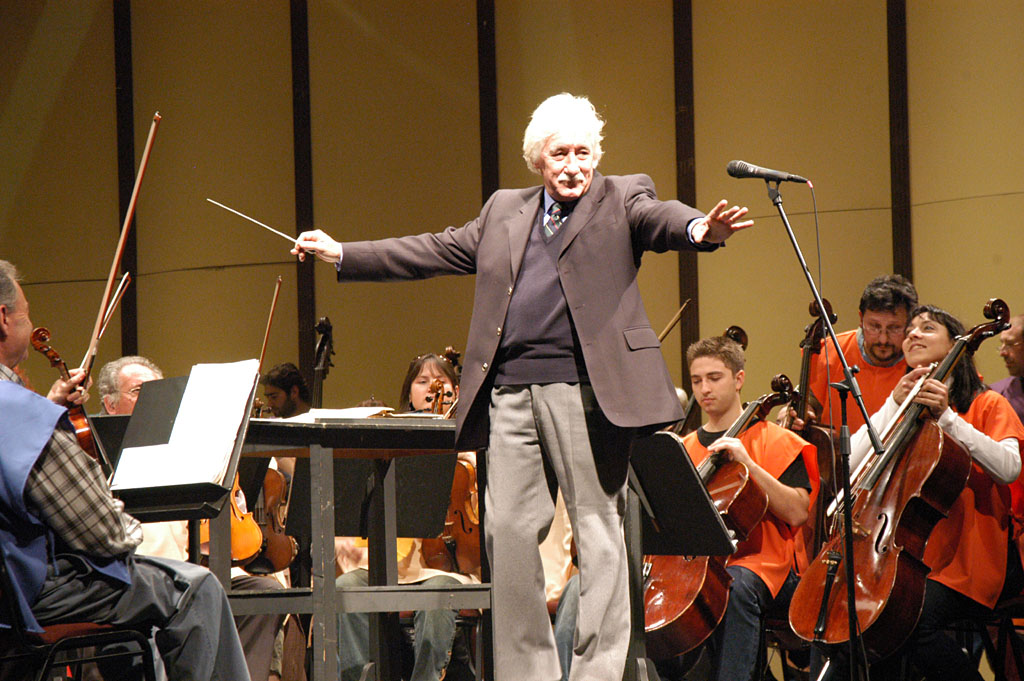
Maestro Federico García Vigil en un concierto de la Orquesta Filarmónica de Montevideo.

En 1993, bajo la dirección del Maestro Federico García Vigil  y cuando la orquesta contaba con una dotación de más de 100 integrantes, la misma decide adoptar el nombre de Orquesta Filarmónica de Montevideo. 

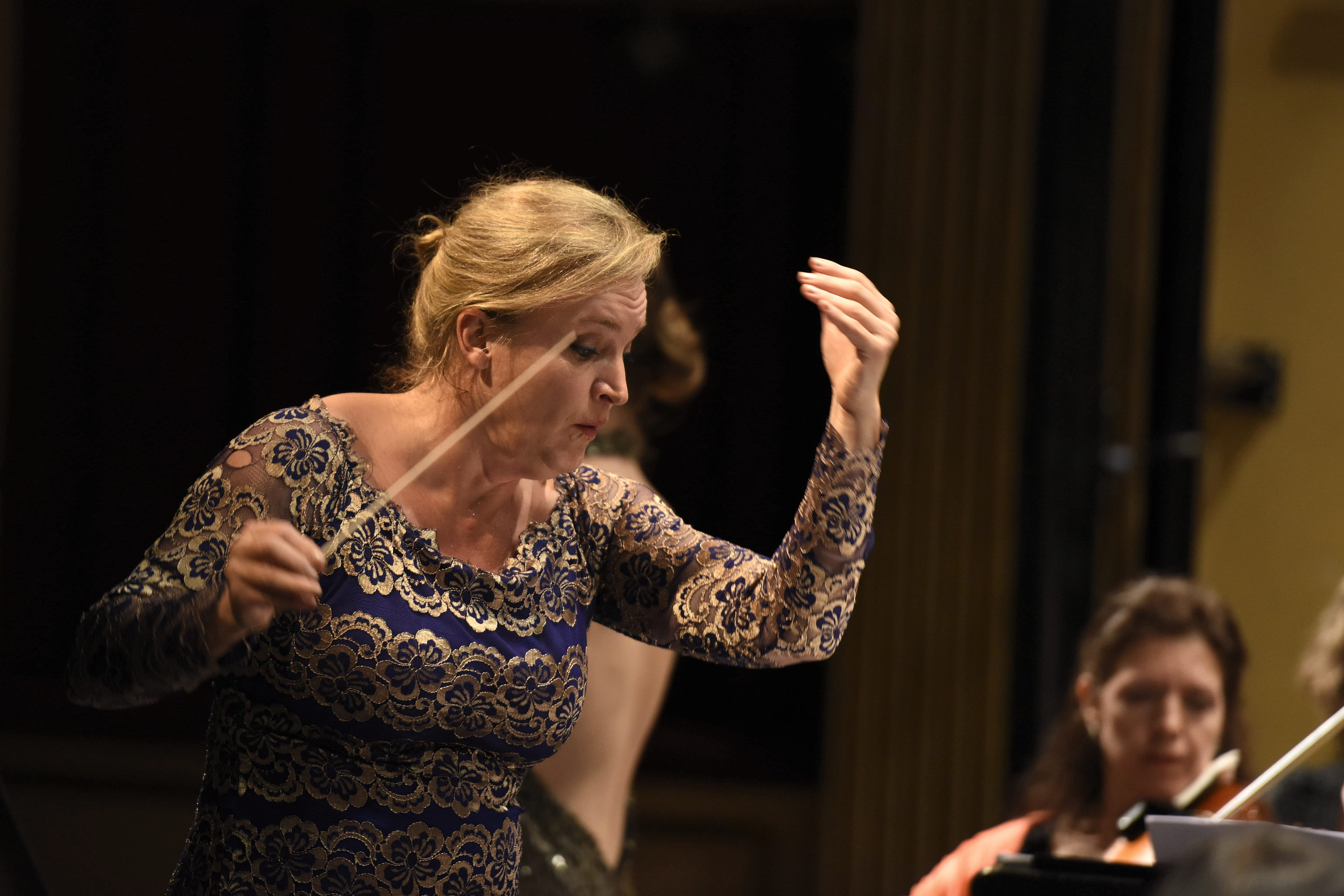
Ligia Amadio, fue la primera mujer en ejercer la dirección titular de la orquesta (2017-2021).

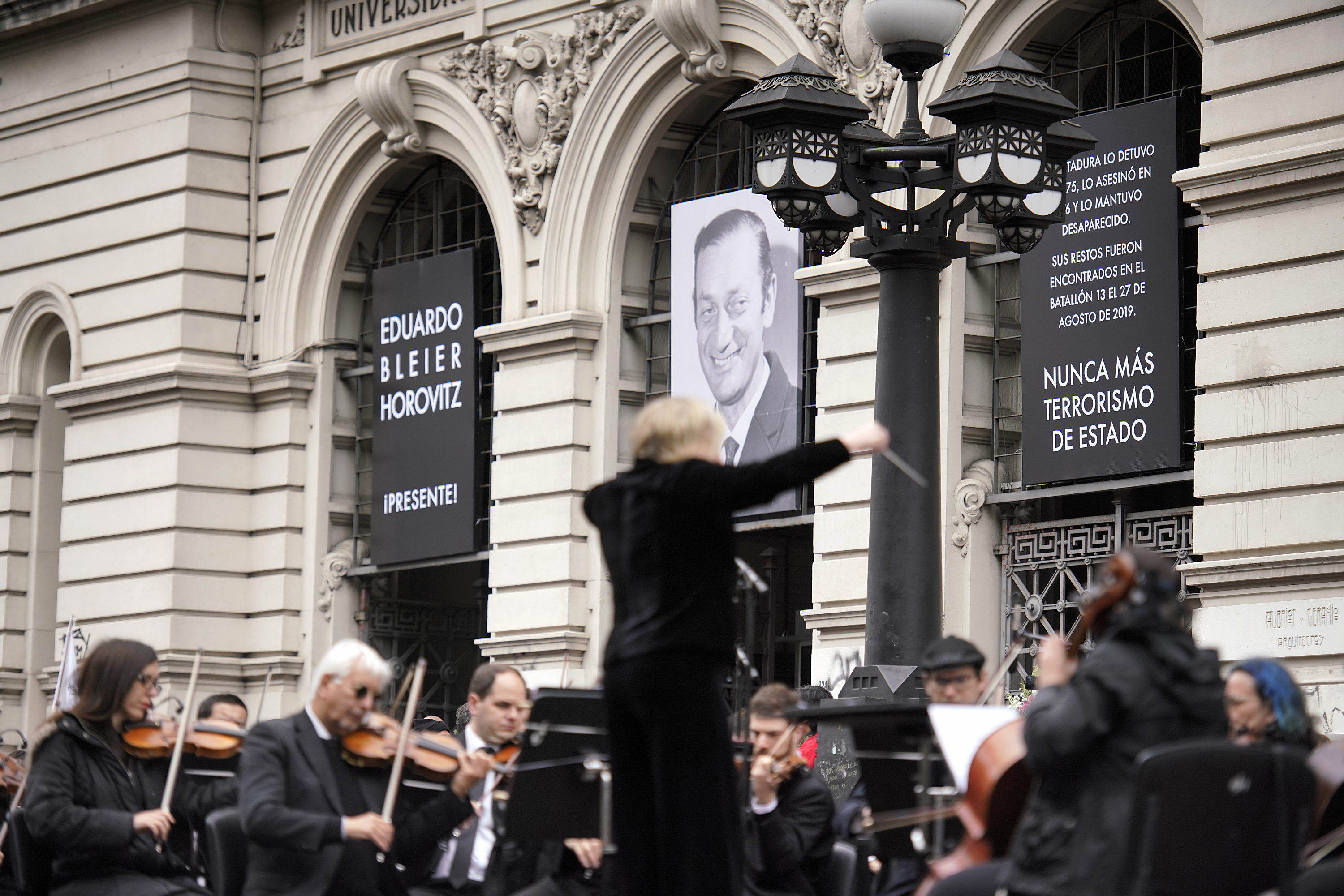
La Orquesta Filarmónica de Montevideo con la dirección de Liglia Amandio durante un homenaje en el sepelio de Eduardo Bleier, víctima del terrorismo de Estado.

En 2008, García Vigil anuncia su retiro, sucediéndolo Javier Logioia Orbe, Martin Lebel y Ligia Amadio. Desde 2022 el director Musical y Artístico es Martín García.